# غشواوية
الغشواوية (الاسم العلمي: Ceropegieae) هي قبيلة من النباتات تتبع فصيلة الدفلية من الرتبة الجنطيانيات.

## أجناس الغشواوية
- الغشوة
- الربض
- الغلثى